# Filattiera
Filattiera és un comune (municipi) de la província de Massa i Carrara, a la regió italiana de la Toscana, situat a uns 120 quilòmetres al nord-oest de Florència i a uns 35 quilòmetres al nord-oest de Massa, a la Lunigiana. A 1 de gener de 2019 la seva població era de 2.244 habitants.
Comano limita amb els següents municipis: Bagnone, Corniglio, Mulazzo, Pontremoli i Villafranca in Lunigiana.